# Società Sportiva Scafatese Calcio 2008-2009
Questa voce raccoglie le informazioni riguardanti   la Società Sportiva Scafatese Calcio nelle competizioni ufficiali della stagione 2008-2009.

## Rosa
| N. |                   | Ruolo | Calciatore          |
| -- | ----------------- | ----- | ------------------- |
| -  | Italia (bandiera) | C     | Mario Ammirati      |
| -  | Italia (bandiera) | C     | Carmine Avallone    |
| -  | Italia (bandiera) | D     | Calisto Bacilieri   |
| -  | Italia (bandiera) | C     | Salvatore Basile    |
| -  | Italia (bandiera) | D     | Carlo Baylon        |
| -  | Italia (bandiera) | D     | Arturo Carbonaro    |
| -  | Italia (bandiera) | D     | Cristofaro Correale |
| -  | Italia (bandiera) | A     | Raffaele Corsale    |
| -  | Italia (bandiera) | D     | Antonio Cozzolino   |
| -  | Italia (bandiera) | A     | Antonio D'Avanzo    |
| -  | Italia (bandiera) | P     | Severo Di Felice    |
| -  | Italia (bandiera) | A     | Fabio De Luca       |
| -  | Italia (bandiera) | C     | Raffaele Cuomo      |
| -  | Italia (bandiera) | C     | Pasquale Izzo       |
| -  | Italia (bandiera) | D     | Nicola Lagnena      |

| N. |                   | Ruolo | Calciatore         |
| -- | ----------------- | ----- | ------------------ |
| -  | Italia (bandiera) | D     | Mattia Marini      |
| -  | Italia (bandiera) | C     | Luca Martone       |
| -  | Italia (bandiera) | A     | Emanuele Marzocchi |
| -  | Italia (bandiera) | C     | Luca Orero         |
| -  | Italia (bandiera) | A     | Mario Ramaglia     |
| -  | Italia (bandiera) | C     | Paolo Ramora       |
| -  | Italia (bandiera) | D     | Alessandro Rapino  |
| -  | Italia (bandiera) | D     | Domenico Raspaolo  |
| -  | Italia (bandiera) | A     | Angelo Scalzone    |
| -  | Italia (bandiera) | P     | Giovanni Schettino |
| -  | Italia (bandiera) | A     | Andrea Siesto      |
| -  | Italia (bandiera) | P     | Agostino Spicuzza  |
| -  | Italia (bandiera) | D     | Mario Terracciano  |
| -  | Italia (bandiera) | A     | Vincenzo Varriale  |